# Eishockey-Eredivisie (Belgien) 1991/92
Die Saison 1991/92 war die 72. Spielzeit der Eredivisie, der höchsten belgischen Eishockeyspielklasse. Meister wurde zum insgesamt neunten Mal in der Vereinsgeschichte Olympia Heist op den Berg.

## Modus
In der Hauptrunde absolvierten die fünf Mannschaften jeweils 24 Spiele. Die vier bestplatzierten Mannschaften qualifizierten sich für die Playoffs, in der der Meister ausgespielt wurde. Für einen Sieg in der Hauptrunde erhielt jede Mannschaft zwei Punkte, bei einem Unentschieden gab es einen Punkt und bei einer Niederlage null Punkte.

## Hauptrunde
|    | Klub                      | Sp | S  | U | N  | T   | GT  | Punkte |
| -- | ------------------------- | -- | -- | - | -- | --- | --- | ------ |
| 1. | Brussels Royal IHSC       | 24 | 17 | 1 | 6  | 178 | 118 | 35     |
| 2. | Olympia Heist-op-den-Berg | 24 | 13 | 4 | 7  | 139 | 107 | 32     |
| 3. | HYC Herentals             | 24 | 14 | 2 | 8  | 168 | 117 | 30     |
| 4. | Griffoens Geel            | 24 | 8  | 3 | 13 | 119 | 150 | 19     |
| 5. | Phantoms Deurne           | 24 | 2  | 2 | 20 | 82  | 194 | 6      |

Sp = Spiele, S = Siege, U = Unentschieden, N = Niederlagen

## Playoffs

### Halbfinale
- Griffoens Geel – Brussels Royal IHSC 3:3, 5:4
- Olympia Heist op den Berg – HYC Herentals 4:3, 8:1

### Spiel um Platz 3
- HYC Herentals – Brussels Royal IHSC 9:8 n. V.

### Finale
- Olympia Heist op den Berg – Griffoens Geel 6:5 n. V., 5:4 n. V.